# ホセイン・ロナギ・マレキ
ホセイン・ロナギ・マレキ（ペルシア語: حسین رونقی ملکی、Hossein Ronaghi Maleki、1985年7月4日 - ）は、2009年にイランで勃発した大統領選後の暴動における役割を理由に投獄されたイランのブロガーで反体制派政治家。ババク・ホラムディンというペンネームでも執筆している。

## 2009年の逮捕
ロナギ・マレキは、当選無効の申し立てが行われた2009年大統領選後、政府のインターネット禁止令をジャーナリストや政治活動家が回避するために、インターネットのプロキシ・サーバを更新したとして、2009年12月13日に兄弟のハッサンとともに秘密裏に逮捕された。獄中でロナギ・マレキの健康は急速に悪化し、刑務所外の医療施設で手術を受けることが急務となっている。マレキは抗議活動とは無関係のハッサン同様、拷問を受けた。
マレキは心臓と腎臓に疾患があるにもかかわらず看守は治療を拒否している。マレキが虐待と拷問を理由にハンガー・ストライキに入ると独房に入れられた。兄弟のハッサンは殴打による負傷を受けて釈放されたものの、マレキは、今日も、エヴィン刑務所に投獄されたままである。マレキは容疑の行為をテレビで自白するよう厳しく追及されている。10月3日、マレキは、15年の実刑判決を受けた。判決言い渡しの公判には弁護士も家族も出廷を許されなかった。
マレキは、それ以来腎臓病を患い、少なくとも4回の手術を受けている。100人以上のマレキの受刑者仲間が適切な医療が受けられなければマレキは死亡すると警告する連名の書簡を当局に提出した。
国際人権団体アムネスティー・インターナショナルはマレキを政治犯と認定し、「自身の表現の自由を平和裏に行使したという理由のみで投獄されている」ように見えると指摘した。アムネスティーは、マレキの迅速かつ無条件の釈放を求めている。